# 阿加帕河
阿加帕河是俄羅斯的河流，屬於皮亞西納河的左支流，由克拉斯諾亞爾斯克邊疆區負責管轄，河道全長396公里，流域面積26,000平方公里，發源自北西伯利亞低地，河水主要來自雨水和融雪。